# Lajos Dinnyés
Lajos Dinnyés (16. dubna 1901 Dabas – 3. května 1961 Budapešť) byl maďarský politik Malorolnické strany (Független Kisgazda-, Földmunkás- és Polgári Párt). V letech 1947 až 1948 byl předsedou maďarské vlády. Byl prvním prokomunistickým premiérem druhé maďarské republiky.
Pocházel z bohaté rodiny. Vystudoval agronomii na Ekonomické akademii v Keszthely. Po smrti svého otce v roce 1930 se začal starat o rodinný majetek. V roce 1929 se stal členem Agrární strany, která se o rok později sloučila s Malorolnickou stranu. V letech 1931 až 1938 byl jejím poslancem parlamentu za Alsódabas. V roce 1941 krátce sloužil v armádě. Do veřejného života se vrátil v roce 1945. V březnu 1947 se stal ministrem obrany ve vládě Ference Nagye, vůdce Malorolnické strany. Když komunisté podporovaní Sověty donutili premiéra 30. května 1947 odejít do exilu, byl Dinnyés zvolen jeho nástupcem, zejména kvůli své větší "tvárnosti". Ve volbách 31. srpna 1947 se Malorolnická strana umístila na druhém místě, předběhli ji komunisté. Dinnyés zůstal ve funkci předsedy vlády až do roku 1948, ale sloužil pouze jako poslušná loutka v rukou místopředsedy vlády, šéfa komunistické strany Mátyáse Rákosiho. Dinnyés jen přihlížel tomu, jak Rákosi položil základy komunistické diktatury znárodněním továren zaměstnávajících více než 100 pracovníků, bank a církevních škol. V prosinci 1948 využili komunisté emigraci ministra financí za Malorolnickou stranu Miklóse Nyárádiho jako záminku k tomu, aby Dinnyése vyhodili z vlády. Nahradil ho István Dobi. Malorolnická strana byla krátce na to, v roce 1949, rozpuštěna. Dinnyés se stal ředitelem Národní zemědělské knihovny a místopředsedou parlamentu. Poslancem zůstal až do smrti. Během maďarské revoluce v roce 1956 byl členem Prozatímního národního shromáždění.